# Бор (Ретюнское сельское поселение)
Бор — деревня в Ретюнском сельском поселении Лужского района Ленинградской области.

## История

### До XVIII века
Впервые упоминается в писцовых книгах Шелонской пятины 1498 года, как деревня Бор на реке Вороновка (Городонька) в Которском погосте Новгородского уезда.

### XVIII — начало XX века
Деревня Бор обозначена на карте Санкт-Петербургской губернии 1792 года, А. М. Вильбрехта.

БОР — деревня принадлежит ротмистру Ивану Неплюеву, число жителей по ревизии: 75 м. п., 80 ж. п. (1838 год)

Деревня Бор отмечена на карте профессора С. С. Куторги 1852 года.

БОР — деревня господина Неплюева, по просёлочной дороге, число дворов — 27, число душ — 89 м. п. (1856 год)

БОР — деревня владельческая при ключах, число дворов — 35, число жителей: 86 м. п., 95 ж. п. (1862 год)

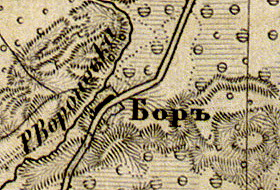
Деревня Бор на карте 1863 года

В 1873—1875 годах временнообязанные крестьяне деревни выкупили свои земельные наделы у Н. И. Неплюева и стали собственниками земли.
В XIX веке деревня административно относилась ко 2-му стану Лужского уезда Санкт-Петербургской губернии, в начале XX века — к Поддубской волости 4-го земского участка 4-го стана.
По данным «Памятной книжки Санкт-Петербургской губернии» за 1905 год деревня Бор входила в Поддубское сельское общество.

### 1917—1991 годы
С 1917 по 1923 год деревня Бор входила в состав Боровского сельсовета Поддубской волости Лужского уезда.
С 1923 года, в составе Городецкой волости.
С 1924 года, в составе Парищского сельсовета.
С февраля 1927 года, в составе Лужской волости. С августа 1927 года, в составе Лужского района.
С 1928 года, в составе Поддубского сельсовета. В 1928 году население деревни Бор составляло 225 человек.
По данным 1933 года деревня Бор входила в состав Поддубского сельсовета Лужского района.
С 1 августа 1941 года по 31 января 1944 года деревня находилась в оккупации.
В 1958 году население деревни Бор составляло 65 человек.
По данным 1966 года деревня Бор также входила в состав Поддубского сельсовета.
По данным 1973 года деревня Бор входила в состав Шильцевского сельсовета.
По данным 1990 года деревня Бор входила в состав Ретюнского сельсовета.

### 1991 год — настоящее время
По данным 1997 года в деревне Бор Ретюнской волости проживали 6 человек, в 2002 году — 4 человека (все русские).
В 2007 году в деревне Бор Ретюнского СП проживали 3 человека.

## География
Деревня расположена в южной части района на автодороге 41К-690 (Поддубье — Бор).
Расстояние до административного центра поселения — 20 км.
Расстояние до ближайшей железнодорожной станции Серебрянка — 15 км.
Близ деревни протекает река Городонька.

## Демография
| 1838 | 1862 | 1997 | 2007 | 2010 | 2017 |
| ---- | ---- | ---- | ---- | ---- | ---- |
| 155  | ↗181 | ↘6   | ↘3   | ↗18  | ↘11  |

## Улицы
Рябиновая.